# Wapen van Almere

Het wapen van Almere werd op 16 maart 1981 aan het toenmalige Nederlandse Openbaar Lichaam Zuidelijke IJsselmeerpolders toegekend. Net als in alle andere gebieden die zijn ontstaan door de Zuiderzeewerken bevat ook dit wapen een verwijzing naar het familiewapen van ir. Lely. Het wapen is ontworpen door G.A. Bontekoe, hij heeft ook de wapens van onder andere Dronten en Lelystad ontworpen.

## Geschiedenis
Het wapen is ontworpen voor het Openbaar Lichaam Zuidelijke IJsselmeerpolders. Dit openbaar lichaam voerde in eerste instantie een vignet met daarop de contouren van Oostelijk en Zuidelijk Flevoland. Op 16 maart 1981 werd het vignet vervangen door het latere wapen van Almere. Hierbij werd ook besloten dat de gemeente Almere de rechtsopvolger zou worden en dat deze gemeente ook het wapen zou overnemen.
Omdat Almere moest dienen als overloopgemeente van Amsterdam bestaat het schild uit dezelfde kleuren als het wapen van Amsterdam. Het wapen van Ir. Lely is opgenomen om te tonen dat Almere dankzij hem kan bestaan. Het koggeschip is een verwijzing naar de scheepvaart, op het water dat vanaf het jaar 753 werd aangeduid als het Aelmere. Een soortgelijk schip is in 1986 in de Almeerse Kruidenwijk opgegraven. Dat schip is tussen 1420 en 1425 vergaan op wat toentertijd (na de Sint-Luciavloed) werd aangeduid als Sudersee.

### Wijzigingen in het ontwerp
Vanuit het eerste ontwerp zijn een aantal zaken niet opgenomen of anderszins gewijzigd. Het gaat hier onder andere om:
- Als schildhouder werd in plaats van een van de twee zeepaarden Sint Bonifacius gevraagd. Bonifacius zou namelijk het Almere overgestoken zijn om de Friezen te gaan bekeren. Deze afbeelding zou gelijk zijn aan het beeld dat in Dokkum staat.
- De kogge had getooid moeten zijn met een wimpel aan de mast en aan de voor- en achtersteven had de Nederlandse vlag moeten staan.

## Blazoen
De beschrijving van het wapen van Almere luidt als volgt:
Gegeerd van keel en sabel; in een hartschild van goud een kogge van sabel met een zeil van azuur, waarop een lelie van zilver, en komende uit een golvende schildvoet, golvend gedwarsbalkt van 4 stukken, azuur en zilver. Het schild gedekt door een gouden kroon van 3 bladeren en 2 parels en ter weerszijden gehouden door een zeepaard van zilver, gevind, gestaart en gehoefd van keel.
Het schild is afwisselend rood en zwart van kleur. Het hartschild is in de basis goud met daarop een zwarte kogge met een blauw zeil. Op het zeil is een zilveren lelie geplaatst. Uit de schildvoet komt afwisselend zilver met blauw water, het water is golvend gedwarsbalkt. Het schild is gedekt door een gouden kroon bestaande uit drie bladeren met daartussen twee parels. Het schild heeft twee schildhouders: twee zilveren zeepaarden met rode vinnen, staarten en hoeven.

## Gebruik
De geren van keel (rood) en sabel (zwart) komen terug in het shirt van Almere City FC, dat sinds de naamsverandering in 2010 ook rood en zwart als clubkleuren heeft.

## Vergelijkbare wapens
De volgende wapens zijn op symbolische gronden vergelijkbaar met dat van Almere: de Franse lelie staat in deze wapens niet symbool voor de Heilige Maagd Maria maar voor Ir. Lely.

Wapen van Flevoland
Het wapen van Fleverwaard
Wapen van Dronten
Wapen van Lelystad
Wapen van Noordoostpolder
Wapen van Wieringermeer
Het wapen van waterschap Noordoostpolder

## Trivia
Andere wapens met een of meer zeedieren als schildhouder(s) zijn:

Wapen van Lelystad
wapen van Muiden
Wapen van Wieringermeer
wapen van Zandhoven (België)
Wapen van Zaanstad